# امبوهیمارینا
امبوهیمارینا (به لاتین: Ambohimarina) یک سکونتگاه مسکونی در ماداگاسکار است که در دیانا (ماداگاسکار) واقع شده‌است.

## خصوصیات
امبوهیمارینا ۷٬۰۰۰ نفر جمعیت دارد و ۴۲۷ متر بالاتر از سطح دریا واقع شده‌است.